# فني التخدير
فنيّ التخدير هو عامل رعاية صحية داعم يؤدي دورًا في رعاية المرضى، إذ يساعد غالبًا في إدارة ومراقبة عملية التخدير ولديه معرفة واسعة بتقنيات التخدير والأدوات والإمدادات والتكنولوجيا المتعلقة بها.
يُوظّف فنّيو التخدير بشكل رئيسي في أقسام التخدير أو أجنحة غرفة العمليات، ولكن يمكن العثور عليهم في مجالات أخرى من الممارسة السريرية بما في ذلك أقسام الطوارئ ووحدات العناية المركزة (ICU) وعيادات الجراحة النهارية.

## وصف الدور
يشارك فنيو التخدير في جميع جوانب تقديم الرعاية ما بعد الجراحة للمريض المتعلقة بالتخدير، مع مراعاة المعتقدات الدينية والثقافية للمريض واحترام حقه في الخصوصية الطبية والكرامة في جميع الأوقات. يقدم فنيو التخدير أيضًا دورًا رئيسيًا في الإنعاش الإسعافي للمرضى.

### قبل التخدير
يُعدّ فنيو التخدير المعدات اللازمة للمريض ليخضع للتخدير بأمان. وهذا ينطوي على:
- فحص وإعداد جهاز التخدير
- تحضير الأدوية الوريدية
- تحضير معدات العلاج عن طريق الوريد
- تحضير مجموعة من الأجهزة للحفاظ على مجرى الهواء للمريض (مثل الأقنعة الحنجرية، الأنبوب الرغامي)
- التواصل مع المريض عند وصوله إلى غرفة العمليات
- تأمين مدخل وريدي محيطي.
- مراقبة التخدير للمساعدة في تقييم حالة المرضى أثناء التخدير. يمكن أن يشمل ذلك أجهزة تخطيط القلب (إي سي جي) وضغط الدم وأجهزة إشباع الأكسجين. قد يكون من الضروري أيضًا مراقبة معايير أخرى مثل أجهزة مراقبة عمق التخدير (إي إي جي، المؤشر ثنائي الطيف إلخ.).

### أثناء التخدير
يشمل دور فني التخدير المساعدة في:
- بدء التخدير بشكل مناسب والمحافظة عليه.
- فتح وتأمين مجرى الهواء.
- التأكد من وضعية المرضى بطريقة لا تسبب أي إزعاج أو إصابة لهم أثناء العملية.
- مراقبة العلامات الحيوية للمرضى وعمق تخديرهم والحفاظ عليها.
- مراقبة وتنظيم درجة الحرارة.
- جمع وتحليل عينات (الدم) من المريض.
- تأمين نقل الدم والمعدات المتعلقة به.

### بعد التخدير
يساعد فنيو التخدير طبيب التخدير في:
- إيقاظ المريض.
- إزالة الأجهزة من الطرق الهوائية.
- نقل المرضى إلى وحدات الرعاية ما بعد الجراحية

### نشاطات أخرى
توجد اختلافات إقليمية، ولكن يمكن أن يشارك فنيو التخدير أيضًا في:
- إدارة مجرى الهواء التنفسي
- إعداد مضخة البالون داخل الأبهر أثناء العملية وتشغيلها ومراقبتها.
- نقل الدم الاختياري والإسعافي
- إدخال ومراقبة قسطرة الشريان الرئوي بجهاز سوان-غانز.
- إعداد وتشغيل ومراقبة عمليات إنقاذ الدم أثناء العمليات الجراحية.
- أخذ عينات دموية للتحليل
- تحليل غازات الدم الشرياني، بما في ذلك صيانة أجهزة التحليل.
- تأمين مدخل شرياني ومراقبته.
- تأمين مدخل وريدي محيطي
- الإنعاش القلبي الرئوي
- تأمين مدخل وريدي مركزي
- أخذ عينات لتخطيط المرونة الخثرية (تي إي جي).[2]
- التحليل ضمن نقاط الرعاية السريرية